# Reagan Cooper
Reagan Cooper (Dallas, 1º novembre 2000) è una pallavolista statunitense, schiacciatrice delle Omaha Supernovas.

## Carriera

### Club
La carriera pallavolistica di Reagan Cooper inizia nei tornei scolastici del Texas, giocando per la Parish Episcopal. In seguito è di scena in NCAA Division I, disputando la lega universitaria prima con la Washington State (2019), poi con la Texas Tech (2020-2022) e infine con la Kansas (2023).
Inizia poi la sua carriera da professionista con le Columbus Fury, con le quali disputa la Pro Volleyball Federation 2024 e viene premiata come rising star, oltre a essere inserita nella seconda squadra All-PVF. Per l'edizione successiva del torneo viene invece ingaggiata dalle Omaha Supernovas.

## Palmarès

### Premi individuali
- 2023 - All-America Third Team
- 2024 - Pro Volleyball Federation: Rising star
- 2024 - Pro Volleyball Federation: All-PVF Second Team